# Война за кастильское наследство
Война за кастильское наследство (исп. Guerra de Sucesión Castellana) — вооружённый конфликт, проходивший с 1475 по 1479 год между сторонниками Хуаны Бельтранехи, дочери короля Кастилии Энрике IV, и сводной сестры последнего Изабеллы за право наследования Кастильской короны. В этой войне на стороне Изабеллы выступал Арагон, за наследником которого она была замужем, а на стороне Хуаны, по аналогичной причине, — Португалия. Из-за территориальных споров с Арагоном за территории в Италии и Руссильоне Франция выступила на стороне Португалии.
Несмотря на первоначальные успехи португальцев, из-за нерешительности Афонсу V и после ничейного результата битвы при Торо сторонники Хуаны утратили единство; в 1476 году Изабелла была признана кортесами. В дальнейшем противостояние между Кастилией и Португалией происходило в Атлантике, и в решающей морской битве за Гвинею кастильский флот потерпел сокрушительное поражение.
Война завершилась в 1479 году подписанием Алкасовашского договора, согласно которому Фердинанд и Изабелла признавались королями Кастилии. Этот договор закреплял владычество Португалии в Атлантике, включая исключительное право на завоевание королевства Фес. Хуана утратила право на наследование кастильского престола.

## Предыстория

### Характеристика царствования Энрике IV
В 1454 году скончался Хуан II Кастильский, оставив трёх детей от двух браков: наследовавшего ему Энрике IV (1425—1474) от первого брака с Марией Арагонской, Изабеллу (1451—1504) и Альфонсо (1453—1468) от второго с Изабеллой Португальской. В 1440 году Энрике женился на Бланке Наваррской, которая после 13 лет бездетного брака обвинила мужа в неисполнении супружеских обязанностей и на этом основании добилась расторжения брака. В 1455 году, вскоре после вступления на престол, Энрике женился на португальской инфанте.
Энрике IV с самого начала своего правления проявил себя как слабый и нерешительный король, не пользующийся уважением знати. В 1457 году против него была организована лига, в которую вошли самые влиятельные представители знати и духовенства, среди которых был даже фаворит короля Хуан Пачеко. Против короля были выдвинуты обвинения в том, что он пренебрегает обязанностями монарха, окружает себя советниками незнатного происхождения, наделяя их властью и богатством, отодвинув от себя знать, причинив тем самым ущерб государству. На это выступление Энрике пообещал собрать кортесы и в будущем советоваться с ними, после чего инцидент был исчерпан. В 1460 году Энрике оказался в сложном положении, сделав ставку в арагонском династическом конфликте на старшего сына короля Арагона и Наварры Хуана Карла Вианского, пообещав тому поддержку и руку Изабеллы, когда та вырастет. Однако в декабре 1460 года Карл был заключён в тюрьму, а знать вновь начала проявлять недовольство, выдвинув на этот раз более конкретные требования: учитывая неопределённость с вопросом престолонаследия, уделить больше внимания образованию инфантов, Альфонсо и Изабеллы. После того, как летом 1461 года кастильские войска, сформированные в основном из частных армий Пачеко и Альфонсо Каррильо де Акунья, архиепископа Толедского, вошли в Наварру и освободили Карла, 26 августа 1461 года был заключён договор, предоставивший Каталонии независимость от Арагона. В тот же день Пачеко и Каррильо получили заверения, что их партия получит большее влияние в королевском совете. Окончательно недовольство сошло на нет после того, как королю удалось привлечь на свою сторону некоторых из недовольных сеньоров, и после того, как в 1462 году стало известно о беременности королевы. Однако этот триумф Энрике оказался весьма кратким, так как уже в сентябре Карл внезапно умер, вероятно, от отравления.
| | | | | | |  |  |                                                                      |                                                                      |                                                                      |                                                                      |                                                                      |                                                                      |  |  | (1-я жена) Элеонора Арагонская (20 февраля 1358 — 13 сентября 1382)                      | (1-я жена) Элеонора Арагонская (20 февраля 1358 — 13 сентября 1382)                      | (1-я жена) Элеонора Арагонская (20 февраля 1358 — 13 сентября 1382)                      | (1-я жена) Элеонора Арагонская (20 февраля 1358 — 13 сентября 1382)                      | (1-я жена) Элеонора Арагонская (20 февраля 1358 — 13 сентября 1382)                      | (1-я жена) Элеонора Арагонская (20 февраля 1358 — 13 сентября 1382)                      |  |  | Хуан I (24 августа 1358 — 9 октября 1390) король Кастилии и Леона с 1379                            | Хуан I (24 августа 1358 — 9 октября 1390) король Кастилии и Леона с 1379                            | Хуан I (24 августа 1358 — 9 октября 1390) король Кастилии и Леона с 1379                            | Хуан I (24 августа 1358 — 9 октября 1390) король Кастилии и Леона с 1379                            | Хуан I (24 августа 1358 — 9 октября 1390) король Кастилии и Леона с 1379                            | Хуан I (24 августа 1358 — 9 октября 1390) король Кастилии и Леона с 1379                            |  |  | (2-я жена) Беатриса Португальская (1372 — ок. 1420)                               | (2-я жена) Беатриса Португальская (1372 — ок. 1420)                               | (2-я жена) Беатриса Португальская (1372 — ок. 1420)                               | (2-я жена) Беатриса Португальская (1372 — ок. 1420)                               | (2-я жена) Беатриса Португальская (1372 — ок. 1420)                               | (2-я жена) Беатриса Португальская (1372 — ок. 1420)                               |  |  | | | | | | |  |  | | | | | | |  |  |  |  |
| | | | | | |  |  |                                                                      |                                                                      |                                                                      |                                                                      |                                                                      |                                                                      |  |  | (1-я жена) Элеонора Арагонская (20 февраля 1358 — 13 сентября 1382)                      | (1-я жена) Элеонора Арагонская (20 февраля 1358 — 13 сентября 1382)                      | (1-я жена) Элеонора Арагонская (20 февраля 1358 — 13 сентября 1382)                      | (1-я жена) Элеонора Арагонская (20 февраля 1358 — 13 сентября 1382)                      | (1-я жена) Элеонора Арагонская (20 февраля 1358 — 13 сентября 1382)                      | (1-я жена) Элеонора Арагонская (20 февраля 1358 — 13 сентября 1382)                      |  |  | Хуан I (24 августа 1358 — 9 октября 1390) король Кастилии и Леона с 1379                            | Хуан I (24 августа 1358 — 9 октября 1390) король Кастилии и Леона с 1379                            | Хуан I (24 августа 1358 — 9 октября 1390) король Кастилии и Леона с 1379                            | Хуан I (24 августа 1358 — 9 октября 1390) король Кастилии и Леона с 1379                            | Хуан I (24 августа 1358 — 9 октября 1390) король Кастилии и Леона с 1379                            | Хуан I (24 августа 1358 — 9 октября 1390) король Кастилии и Леона с 1379                            |  |  | (2-я жена) Беатриса Португальская (1372 — ок. 1420)                               | (2-я жена) Беатриса Португальская (1372 — ок. 1420)                               | (2-я жена) Беатриса Португальская (1372 — ок. 1420)                               | (2-я жена) Беатриса Португальская (1372 — ок. 1420)                               | (2-я жена) Беатриса Португальская (1372 — ок. 1420)                               | (2-я жена) Беатриса Португальская (1372 — ок. 1420)                               |  |  | | | | | | |  |  | | | | | | |  |  |  |  |
| | | | | | |  |  |                                                                      |                                                                      |                                                                      |                                                                      |                                                                      |                                                                      |  |  |                                                                                          |                                                                                          |                                                                                          |                                                                                          |                                                                                          |                                                                                          |  |  | | | | | | |  |  |                                                                                   |                                                                                   |                                                                                   |                                                                                   |                                                                                   |                                                                                   |  |  | | | | | | |  |  | | | | | | |  |  |  |  |
| | | | | | |  |  |                                                                      |                                                                      |                                                                      |                                                                      |                                                                      |                                                                      |  |  |                                                                                          |                                                                                          |                                                                                          |                                                                                          |                                                                                          |                                                                                          |  |  | | | | | | |  |  |                                                                                   |                                                                                   |                                                                                   |                                                                                   |                                                                                   |                                                                                   |  |  | | | | | | |  |  | | | | | | |  |  |  |  |
| | | | | | |  |  | Екатерина Ланкастерская (1372/1373 — 2 июня 1418)                    | Екатерина Ланкастерская (1372/1373 — 2 июня 1418)                    | Екатерина Ланкастерская (1372/1373 — 2 июня 1418)                    | Екатерина Ланкастерская (1372/1373 — 2 июня 1418)                    | Екатерина Ланкастерская (1372/1373 — 2 июня 1418)                    | Екатерина Ланкастерская (1372/1373 — 2 июня 1418)                    |  |  | Энрике III Болезненный (4 октября 1379 — 25 декабря 1406) король Кастилии и Леона с 1390 | Энрике III Болезненный (4 октября 1379 — 25 декабря 1406) король Кастилии и Леона с 1390 | Энрике III Болезненный (4 октября 1379 — 25 декабря 1406) король Кастилии и Леона с 1390 | Энрике III Болезненный (4 октября 1379 — 25 декабря 1406) король Кастилии и Леона с 1390 | Энрике III Болезненный (4 октября 1379 — 25 декабря 1406) король Кастилии и Леона с 1390 | Энрике III Болезненный (4 октября 1379 — 25 декабря 1406) король Кастилии и Леона с 1390 |  |  | Фернандо I Справедливый (27 ноября 1380 — 22 апреля 1416) король Арагона и Сицилии с 1412           | Фернандо I Справедливый (27 ноября 1380 — 22 апреля 1416) король Арагона и Сицилии с 1412           | Фернандо I Справедливый (27 ноября 1380 — 22 апреля 1416) король Арагона и Сицилии с 1412           | Фернандо I Справедливый (27 ноября 1380 — 22 апреля 1416) король Арагона и Сицилии с 1412           | Фернандо I Справедливый (27 ноября 1380 — 22 апреля 1416) король Арагона и Сицилии с 1412           | Фернандо I Справедливый (27 ноября 1380 — 22 апреля 1416) король Арагона и Сицилии с 1412           |  |  | Элеонора Уррака Кастильская (сентябрь 1374 — 16 декабря 1435) графиня Альбуркерке | Элеонора Уррака Кастильская (сентябрь 1374 — 16 декабря 1435) графиня Альбуркерке | Элеонора Уррака Кастильская (сентябрь 1374 — 16 декабря 1435) графиня Альбуркерке | Элеонора Уррака Кастильская (сентябрь 1374 — 16 декабря 1435) графиня Альбуркерке | Элеонора Уррака Кастильская (сентябрь 1374 — 16 декабря 1435) графиня Альбуркерке | Элеонора Уррака Кастильская (сентябрь 1374 — 16 декабря 1435) графиня Альбуркерке |  |  | | | | | | |  |  | | | | | | |  |  |  |  |
| | | | | | |  |  | Екатерина Ланкастерская (1372/1373 — 2 июня 1418)                    | Екатерина Ланкастерская (1372/1373 — 2 июня 1418)                    | Екатерина Ланкастерская (1372/1373 — 2 июня 1418)                    | Екатерина Ланкастерская (1372/1373 — 2 июня 1418)                    | Екатерина Ланкастерская (1372/1373 — 2 июня 1418)                    | Екатерина Ланкастерская (1372/1373 — 2 июня 1418)                    |  |  | Энрике III Болезненный (4 октября 1379 — 25 декабря 1406) король Кастилии и Леона с 1390 | Энрике III Болезненный (4 октября 1379 — 25 декабря 1406) король Кастилии и Леона с 1390 | Энрике III Болезненный (4 октября 1379 — 25 декабря 1406) король Кастилии и Леона с 1390 | Энрике III Болезненный (4 октября 1379 — 25 декабря 1406) король Кастилии и Леона с 1390 | Энрике III Болезненный (4 октября 1379 — 25 декабря 1406) король Кастилии и Леона с 1390 | Энрике III Болезненный (4 октября 1379 — 25 декабря 1406) король Кастилии и Леона с 1390 |  |  | Фернандо I Справедливый (27 ноября 1380 — 22 апреля 1416) король Арагона и Сицилии с 1412           | Фернандо I Справедливый (27 ноября 1380 — 22 апреля 1416) король Арагона и Сицилии с 1412           | Фернандо I Справедливый (27 ноября 1380 — 22 апреля 1416) король Арагона и Сицилии с 1412           | Фернандо I Справедливый (27 ноября 1380 — 22 апреля 1416) король Арагона и Сицилии с 1412           | Фернандо I Справедливый (27 ноября 1380 — 22 апреля 1416) король Арагона и Сицилии с 1412           | Фернандо I Справедливый (27 ноября 1380 — 22 апреля 1416) король Арагона и Сицилии с 1412           |  |  | Элеонора Уррака Кастильская (сентябрь 1374 — 16 декабря 1435) графиня Альбуркерке | Элеонора Уррака Кастильская (сентябрь 1374 — 16 декабря 1435) графиня Альбуркерке | Элеонора Уррака Кастильская (сентябрь 1374 — 16 декабря 1435) графиня Альбуркерке | Элеонора Уррака Кастильская (сентябрь 1374 — 16 декабря 1435) графиня Альбуркерке | Элеонора Уррака Кастильская (сентябрь 1374 — 16 декабря 1435) графиня Альбуркерке | Элеонора Уррака Кастильская (сентябрь 1374 — 16 декабря 1435) графиня Альбуркерке |  |  | | | | | | |  |  | | | | | | |  |  |  |  |
| | | | | | |  |  |                                                                      |                                                                      |                                                                      |                                                                      |                                                                      |                                                                      |  |  |                                                                                          |                                                                                          |                                                                                          |                                                                                          |                                                                                          |                                                                                          |  |  | | | | | | |  |  |                                                                                   |                                                                                   |                                                                                   |                                                                                   |                                                                                   |                                                                                   |  |  | | | | | | |  |  | | | | | | |  |  |  |  |
| | | | | | |  |  |                                                                      |                                                                      |                                                                      |                                                                      |                                                                      |                                                                      |  |  |                                                                                          |                                                                                          |                                                                                          |                                                                                          |                                                                                          |                                                                                          |  |  | | | | | | |  |  |                                                                                   |                                                                                   |                                                                                   |                                                                                   |                                                                                   |                                                                                   |  |  | | | | | | |  |  | | | | | | |  |  |  |  |
| (2-я жена) Изабелла Португальская (ок. 1428 — 15 августа 1496)                                                                  | (2-я жена) Изабелла Португальская (ок. 1428 — 15 августа 1496)                                                                  | (2-я жена) Изабелла Португальская (ок. 1428 — 15 августа 1496)                                                                  | (2-я жена) Изабелла Португальская (ок. 1428 — 15 августа 1496)                                                                  | (2-я жена) Изабелла Португальская (ок. 1428 — 15 августа 1496)                                                                  | (2-я жена) Изабелла Португальская (ок. 1428 — 15 августа 1496)                                                                  |  |  | Хуан II (6 марта 1405 — 20 июля 1454) король Кастилии и Леона с 1406 | Хуан II (6 марта 1405 — 20 июля 1454) король Кастилии и Леона с 1406 | Хуан II (6 марта 1405 — 20 июля 1454) король Кастилии и Леона с 1406 | Хуан II (6 марта 1405 — 20 июля 1454) король Кастилии и Леона с 1406 | Хуан II (6 марта 1405 — 20 июля 1454) король Кастилии и Леона с 1406 | Хуан II (6 марта 1405 — 20 июля 1454) король Кастилии и Леона с 1406 |  |  | (1-я жена) Мария Арагонская (ок. 1396 — 18 февраля 1445)                                 | (1-я жена) Мария Арагонская (ок. 1396 — 18 февраля 1445)                                 | (1-я жена) Мария Арагонская (ок. 1396 — 18 февраля 1445)                                 | (1-я жена) Мария Арагонская (ок. 1396 — 18 февраля 1445)                                 | (1-я жена) Мария Арагонская (ок. 1396 — 18 февраля 1445)                                 | (1-я жена) Мария Арагонская (ок. 1396 — 18 февраля 1445)                                 |  |  | Альфонсо V Великодушный (1394 — 26 июня 1458) король Арагона и Сицилии с 1416 король Неаполя с 1435 | Альфонсо V Великодушный (1394 — 26 июня 1458) король Арагона и Сицилии с 1416 король Неаполя с 1435 | Альфонсо V Великодушный (1394 — 26 июня 1458) король Арагона и Сицилии с 1416 король Неаполя с 1435 | Альфонсо V Великодушный (1394 — 26 июня 1458) король Арагона и Сицилии с 1416 король Неаполя с 1435 | Альфонсо V Великодушный (1394 — 26 июня 1458) король Арагона и Сицилии с 1416 король Неаполя с 1435 | Альфонсо V Великодушный (1394 — 26 июня 1458) король Арагона и Сицилии с 1416 король Неаполя с 1435 |  |  | (1-я жена) Бланка I Наваррская (1385 — 3 апреля 1441) королева Наварры с 1425     | (1-я жена) Бланка I Наваррская (1385 — 3 апреля 1441) королева Наварры с 1425     | (1-я жена) Бланка I Наваррская (1385 — 3 апреля 1441) королева Наварры с 1425     | (1-я жена) Бланка I Наваррская (1385 — 3 апреля 1441) королева Наварры с 1425     | (1-я жена) Бланка I Наваррская (1385 — 3 апреля 1441) королева Наварры с 1425     | (1-я жена) Бланка I Наваррская (1385 — 3 апреля 1441) королева Наварры с 1425     |  |  | Хуан II (29 июня 1398 — 19 января 1479) король Арагона и Сицилии с 1458 король Наварры с 1425                                          | Хуан II (29 июня 1398 — 19 января 1479) король Арагона и Сицилии с 1458 король Наварры с 1425                                          | Хуан II (29 июня 1398 — 19 января 1479) король Арагона и Сицилии с 1458 король Наварры с 1425                                          | Хуан II (29 июня 1398 — 19 января 1479) король Арагона и Сицилии с 1458 король Наварры с 1425                                          | Хуан II (29 июня 1398 — 19 января 1479) король Арагона и Сицилии с 1458 король Наварры с 1425                                          | Хуан II (29 июня 1398 — 19 января 1479) король Арагона и Сицилии с 1458 король Наварры с 1425                                          |  |  | (2-я жена) Хуана Энрикес (1425 — 13 февраля 1468) | (2-я жена) Хуана Энрикес (1425 — 13 февраля 1468) | (2-я жена) Хуана Энрикес (1425 — 13 февраля 1468) | (2-я жена) Хуана Энрикес (1425 — 13 февраля 1468) | (2-я жена) Хуана Энрикес (1425 — 13 февраля 1468) | (2-я жена) Хуана Энрикес (1425 — 13 февраля 1468) |  |  |  |  |
| (2-я жена) Изабелла Португальская (ок. 1428 — 15 августа 1496)                                                                  | (2-я жена) Изабелла Португальская (ок. 1428 — 15 августа 1496)                                                                  | (2-я жена) Изабелла Португальская (ок. 1428 — 15 августа 1496)                                                                  | (2-я жена) Изабелла Португальская (ок. 1428 — 15 августа 1496)                                                                  | (2-я жена) Изабелла Португальская (ок. 1428 — 15 августа 1496)                                                                  | (2-я жена) Изабелла Португальская (ок. 1428 — 15 августа 1496)                                                                  |  |  | Хуан II (6 марта 1405 — 20 июля 1454) король Кастилии и Леона с 1406 | Хуан II (6 марта 1405 — 20 июля 1454) король Кастилии и Леона с 1406 | Хуан II (6 марта 1405 — 20 июля 1454) король Кастилии и Леона с 1406 | Хуан II (6 марта 1405 — 20 июля 1454) король Кастилии и Леона с 1406 | Хуан II (6 марта 1405 — 20 июля 1454) король Кастилии и Леона с 1406 | Хуан II (6 марта 1405 — 20 июля 1454) король Кастилии и Леона с 1406 |  |  | (1-я жена) Мария Арагонская (ок. 1396 — 18 февраля 1445)                                 | (1-я жена) Мария Арагонская (ок. 1396 — 18 февраля 1445)                                 | (1-я жена) Мария Арагонская (ок. 1396 — 18 февраля 1445)                                 | (1-я жена) Мария Арагонская (ок. 1396 — 18 февраля 1445)                                 | (1-я жена) Мария Арагонская (ок. 1396 — 18 февраля 1445)                                 | (1-я жена) Мария Арагонская (ок. 1396 — 18 февраля 1445)                                 |  |  | Альфонсо V Великодушный (1394 — 26 июня 1458) король Арагона и Сицилии с 1416 король Неаполя с 1435 | Альфонсо V Великодушный (1394 — 26 июня 1458) король Арагона и Сицилии с 1416 король Неаполя с 1435 | Альфонсо V Великодушный (1394 — 26 июня 1458) король Арагона и Сицилии с 1416 король Неаполя с 1435 | Альфонсо V Великодушный (1394 — 26 июня 1458) король Арагона и Сицилии с 1416 король Неаполя с 1435 | Альфонсо V Великодушный (1394 — 26 июня 1458) король Арагона и Сицилии с 1416 король Неаполя с 1435 | Альфонсо V Великодушный (1394 — 26 июня 1458) король Арагона и Сицилии с 1416 король Неаполя с 1435 |  |  | (1-я жена) Бланка I Наваррская (1385 — 3 апреля 1441) королева Наварры с 1425     | (1-я жена) Бланка I Наваррская (1385 — 3 апреля 1441) королева Наварры с 1425     | (1-я жена) Бланка I Наваррская (1385 — 3 апреля 1441) королева Наварры с 1425     | (1-я жена) Бланка I Наваррская (1385 — 3 апреля 1441) королева Наварры с 1425     | (1-я жена) Бланка I Наваррская (1385 — 3 апреля 1441) королева Наварры с 1425     | (1-я жена) Бланка I Наваррская (1385 — 3 апреля 1441) королева Наварры с 1425     |  |  | Хуан II (29 июня 1398 — 19 января 1479) король Арагона и Сицилии с 1458 король Наварры с 1425                                          | Хуан II (29 июня 1398 — 19 января 1479) король Арагона и Сицилии с 1458 король Наварры с 1425                                          | Хуан II (29 июня 1398 — 19 января 1479) король Арагона и Сицилии с 1458 король Наварры с 1425                                          | Хуан II (29 июня 1398 — 19 января 1479) король Арагона и Сицилии с 1458 король Наварры с 1425                                          | Хуан II (29 июня 1398 — 19 января 1479) король Арагона и Сицилии с 1458 король Наварры с 1425                                          | Хуан II (29 июня 1398 — 19 января 1479) король Арагона и Сицилии с 1458 король Наварры с 1425                                          |  |  | (2-я жена) Хуана Энрикес (1425 — 13 февраля 1468) | (2-я жена) Хуана Энрикес (1425 — 13 февраля 1468) | (2-я жена) Хуана Энрикес (1425 — 13 февраля 1468) | (2-я жена) Хуана Энрикес (1425 — 13 февраля 1468) | (2-я жена) Хуана Энрикес (1425 — 13 февраля 1468) | (2-я жена) Хуана Энрикес (1425 — 13 февраля 1468) |  |  |  |  |
| | | | | | |  |  |                                                                      |                                                                      |                                                                      |                                                                      |                                                                      |                                                                      |  |  |                                                                                          |                                                                                          |                                                                                          |                                                                                          |                                                                                          |                                                                                          |  |  | | | | | | |  |  |                                                                                   |                                                                                   |                                                                                   |                                                                                   |                                                                                   |                                                                                   |  |  | | | | | | |  |  | | | | | | |  |  |  |  |
| | | | | | |  |  |                                                                      |                                                                      |                                                                      |                                                                      |                                                                      |                                                                      |  |  |                                                                                          |                                                                                          |                                                                                          |                                                                                          |                                                                                          |                                                                                          |  |  | | | | | | |  |  |                                                                                   |                                                                                   |                                                                                   |                                                                                   |                                                                                   |                                                                                   |  |  | | | | | | |  |  | | | | | | |  |  |  |  |
| Изабелла I Католичка (22 апреля 1451 — 26 ноября 1504) королева Кастилии и Леона с 1474 муж: Фернандо II Католик король Арагона | Изабелла I Католичка (22 апреля 1451 — 26 ноября 1504) королева Кастилии и Леона с 1474 муж: Фернандо II Католик король Арагона | Изабелла I Католичка (22 апреля 1451 — 26 ноября 1504) королева Кастилии и Леона с 1474 муж: Фернандо II Католик король Арагона | Изабелла I Католичка (22 апреля 1451 — 26 ноября 1504) королева Кастилии и Леона с 1474 муж: Фернандо II Католик король Арагона | Изабелла I Католичка (22 апреля 1451 — 26 ноября 1504) королева Кастилии и Леона с 1474 муж: Фернандо II Католик король Арагона | Изабелла I Католичка (22 апреля 1451 — 26 ноября 1504) королева Кастилии и Леона с 1474 муж: Фернандо II Католик король Арагона |  |  | (2-я жена) Жуана Португальская (март 1439 — 12 декабря 1475)         | (2-я жена) Жуана Португальская (март 1439 — 12 декабря 1475)         | (2-я жена) Жуана Португальская (март 1439 — 12 декабря 1475)         | (2-я жена) Жуана Португальская (март 1439 — 12 декабря 1475)         | (2-я жена) Жуана Португальская (март 1439 — 12 декабря 1475)         | (2-я жена) Жуана Португальская (март 1439 — 12 декабря 1475)         |  |  | Энрике IV Бессильный (4 января 1425 — 11 декабря 1474) король Кастилии и Леона с 1454    | Энрике IV Бессильный (4 января 1425 — 11 декабря 1474) король Кастилии и Леона с 1454    | Энрике IV Бессильный (4 января 1425 — 11 декабря 1474) король Кастилии и Леона с 1454    | Энрике IV Бессильный (4 января 1425 — 11 декабря 1474) король Кастилии и Леона с 1454    | Энрике IV Бессильный (4 января 1425 — 11 декабря 1474) король Кастилии и Леона с 1454    | Энрике IV Бессильный (4 января 1425 — 11 декабря 1474) король Кастилии и Леона с 1454    |  |  | (1-я жена) Бланка II Наваррская (1424 — 2 декабря 1464) принцесса Вианская с 1461                   | (1-я жена) Бланка II Наваррская (1424 — 2 декабря 1464) принцесса Вианская с 1461                   | (1-я жена) Бланка II Наваррская (1424 — 2 декабря 1464) принцесса Вианская с 1461                   | (1-я жена) Бланка II Наваррская (1424 — 2 декабря 1464) принцесса Вианская с 1461                   | (1-я жена) Бланка II Наваррская (1424 — 2 декабря 1464) принцесса Вианская с 1461                   | (1-я жена) Бланка II Наваррская (1424 — 2 декабря 1464) принцесса Вианская с 1461                   |  |  | Карл (29 мая 1421 — 23 сентября 1461) принц Вианский с 1421                       | Карл (29 мая 1421 — 23 сентября 1461) принц Вианский с 1421                       | Карл (29 мая 1421 — 23 сентября 1461) принц Вианский с 1421                       | Карл (29 мая 1421 — 23 сентября 1461) принц Вианский с 1421                       | Карл (29 мая 1421 — 23 сентября 1461) принц Вианский с 1421                       | Карл (29 мая 1421 — 23 сентября 1461) принц Вианский с 1421                       |  |  | Элеонора (2 февраля 1425 — 12 февраля 1479) королева Наварры с 1479 муж: Гастон IV (26 февраля 1423 — 25 июля 1472) граф де Фуа с 1436 | Элеонора (2 февраля 1425 — 12 февраля 1479) королева Наварры с 1479 муж: Гастон IV (26 февраля 1423 — 25 июля 1472) граф де Фуа с 1436 | Элеонора (2 февраля 1425 — 12 февраля 1479) королева Наварры с 1479 муж: Гастон IV (26 февраля 1423 — 25 июля 1472) граф де Фуа с 1436 | Элеонора (2 февраля 1425 — 12 февраля 1479) королева Наварры с 1479 муж: Гастон IV (26 февраля 1423 — 25 июля 1472) граф де Фуа с 1436 | Элеонора (2 февраля 1425 — 12 февраля 1479) королева Наварры с 1479 муж: Гастон IV (26 февраля 1423 — 25 июля 1472) граф де Фуа с 1436 | Элеонора (2 февраля 1425 — 12 февраля 1479) королева Наварры с 1479 муж: Гастон IV (26 февраля 1423 — 25 июля 1472) граф де Фуа с 1436 |  |  | Фернандо II Католик (10 марта 1452 — 23 января 1516) король Арагона и Сицилии с 1478 король Неаполя с 1503 жена: Изабелла I Католичка королева Кастилии | Фернандо II Католик (10 марта 1452 — 23 января 1516) король Арагона и Сицилии с 1478 король Неаполя с 1503 жена: Изабелла I Католичка королева Кастилии | Фернандо II Католик (10 марта 1452 — 23 января 1516) король Арагона и Сицилии с 1478 король Неаполя с 1503 жена: Изабелла I Католичка королева Кастилии | Фернандо II Католик (10 марта 1452 — 23 января 1516) король Арагона и Сицилии с 1478 король Неаполя с 1503 жена: Изабелла I Католичка королева Кастилии | Фернандо II Католик (10 марта 1452 — 23 января 1516) король Арагона и Сицилии с 1478 король Неаполя с 1503 жена: Изабелла I Католичка королева Кастилии | Фернандо II Католик (10 марта 1452 — 23 января 1516) король Арагона и Сицилии с 1478 король Неаполя с 1503 жена: Изабелла I Католичка королева Кастилии |  |  |  |  |
| Изабелла I Католичка (22 апреля 1451 — 26 ноября 1504) королева Кастилии и Леона с 1474 муж: Фернандо II Католик король Арагона | Изабелла I Католичка (22 апреля 1451 — 26 ноября 1504) королева Кастилии и Леона с 1474 муж: Фернандо II Католик король Арагона | Изабелла I Католичка (22 апреля 1451 — 26 ноября 1504) королева Кастилии и Леона с 1474 муж: Фернандо II Католик король Арагона | Изабелла I Католичка (22 апреля 1451 — 26 ноября 1504) королева Кастилии и Леона с 1474 муж: Фернандо II Католик король Арагона | Изабелла I Католичка (22 апреля 1451 — 26 ноября 1504) королева Кастилии и Леона с 1474 муж: Фернандо II Католик король Арагона | Изабелла I Католичка (22 апреля 1451 — 26 ноября 1504) королева Кастилии и Леона с 1474 муж: Фернандо II Католик король Арагона |  |  | (2-я жена) Жуана Португальская (март 1439 — 12 декабря 1475)         | (2-я жена) Жуана Португальская (март 1439 — 12 декабря 1475)         | (2-я жена) Жуана Португальская (март 1439 — 12 декабря 1475)         | (2-я жена) Жуана Португальская (март 1439 — 12 декабря 1475)         | (2-я жена) Жуана Португальская (март 1439 — 12 декабря 1475)         | (2-я жена) Жуана Португальская (март 1439 — 12 декабря 1475)         |  |  | Энрике IV Бессильный (4 января 1425 — 11 декабря 1474) король Кастилии и Леона с 1454    | Энрике IV Бессильный (4 января 1425 — 11 декабря 1474) король Кастилии и Леона с 1454    | Энрике IV Бессильный (4 января 1425 — 11 декабря 1474) король Кастилии и Леона с 1454    | Энрике IV Бессильный (4 января 1425 — 11 декабря 1474) король Кастилии и Леона с 1454    | Энрике IV Бессильный (4 января 1425 — 11 декабря 1474) король Кастилии и Леона с 1454    | Энрике IV Бессильный (4 января 1425 — 11 декабря 1474) король Кастилии и Леона с 1454    |  |  | (1-я жена) Бланка II Наваррская (1424 — 2 декабря 1464) принцесса Вианская с 1461                   | (1-я жена) Бланка II Наваррская (1424 — 2 декабря 1464) принцесса Вианская с 1461                   | (1-я жена) Бланка II Наваррская (1424 — 2 декабря 1464) принцесса Вианская с 1461                   | (1-я жена) Бланка II Наваррская (1424 — 2 декабря 1464) принцесса Вианская с 1461                   | (1-я жена) Бланка II Наваррская (1424 — 2 декабря 1464) принцесса Вианская с 1461                   | (1-я жена) Бланка II Наваррская (1424 — 2 декабря 1464) принцесса Вианская с 1461                   |  |  | Карл (29 мая 1421 — 23 сентября 1461) принц Вианский с 1421                       | Карл (29 мая 1421 — 23 сентября 1461) принц Вианский с 1421                       | Карл (29 мая 1421 — 23 сентября 1461) принц Вианский с 1421                       | Карл (29 мая 1421 — 23 сентября 1461) принц Вианский с 1421                       | Карл (29 мая 1421 — 23 сентября 1461) принц Вианский с 1421                       | Карл (29 мая 1421 — 23 сентября 1461) принц Вианский с 1421                       |  |  | Элеонора (2 февраля 1425 — 12 февраля 1479) королева Наварры с 1479 муж: Гастон IV (26 февраля 1423 — 25 июля 1472) граф де Фуа с 1436 | Элеонора (2 февраля 1425 — 12 февраля 1479) королева Наварры с 1479 муж: Гастон IV (26 февраля 1423 — 25 июля 1472) граф де Фуа с 1436 | Элеонора (2 февраля 1425 — 12 февраля 1479) королева Наварры с 1479 муж: Гастон IV (26 февраля 1423 — 25 июля 1472) граф де Фуа с 1436 | Элеонора (2 февраля 1425 — 12 февраля 1479) королева Наварры с 1479 муж: Гастон IV (26 февраля 1423 — 25 июля 1472) граф де Фуа с 1436 | Элеонора (2 февраля 1425 — 12 февраля 1479) королева Наварры с 1479 муж: Гастон IV (26 февраля 1423 — 25 июля 1472) граф де Фуа с 1436 | Элеонора (2 февраля 1425 — 12 февраля 1479) королева Наварры с 1479 муж: Гастон IV (26 февраля 1423 — 25 июля 1472) граф де Фуа с 1436 |  |  | Фернандо II Католик (10 марта 1452 — 23 января 1516) король Арагона и Сицилии с 1478 король Неаполя с 1503 жена: Изабелла I Католичка королева Кастилии | Фернандо II Католик (10 марта 1452 — 23 января 1516) король Арагона и Сицилии с 1478 король Неаполя с 1503 жена: Изабелла I Католичка королева Кастилии | Фернандо II Католик (10 марта 1452 — 23 января 1516) король Арагона и Сицилии с 1478 король Неаполя с 1503 жена: Изабелла I Католичка королева Кастилии | Фернандо II Католик (10 марта 1452 — 23 января 1516) король Арагона и Сицилии с 1478 король Неаполя с 1503 жена: Изабелла I Католичка королева Кастилии | Фернандо II Католик (10 марта 1452 — 23 января 1516) король Арагона и Сицилии с 1478 король Неаполя с 1503 жена: Изабелла I Католичка королева Кастилии | Фернандо II Католик (10 марта 1452 — 23 января 1516) король Арагона и Сицилии с 1478 король Неаполя с 1503 жена: Изабелла I Католичка королева Кастилии |  |  |  |  |
| | | | | | |  |  |                                                                      |                                                                      |                                                                      |                                                                      |                                                                      |                                                                      |  |  |                                                                                          |                                                                                          |                                                                                          |                                                                                          |                                                                                          |                                                                                          |  |  | | | | | | |  |  |                                                                                   |                                                                                   |                                                                                   |                                                                                   |                                                                                   |                                                                                   |  |  | | | | | | |  |  | | | | | | |  |  |  |  |
| | | | | | |  |  |                                                                      |                                                                      |                                                                      |                                                                      |                                                                      |                                                                      |  |  |                                                                                          |                                                                                          |                                                                                          |                                                                                          |                                                                                          |                                                                                          |  |  | | | | | | |  |  |                                                                                   |                                                                                   |                                                                                   |                                                                                   |                                                                                   |                                                                                   |  |  | | | | | | |  |  | | | | | | |  |  |  |  |
| | | | | | |  |  |                                                                      |                                                                      |                                                                      |                                                                      |                                                                      |                                                                      |  |  | Хуана Бельтранеха (февраль 1462 — 1530)                                                  |                                                                                          |                                                                                          |                                                                                          |                                                                                          |                                                                                          |  |  | | | | | | |  |  |                                                                                   |                                                                                   |                                                                                   |                                                                                   |                                                                                   |                                                                                   |  |  | | | | | | |  |  | | | | | | |  |  |  |  |
| | | | | | |  |  |                                                                      |                                                                      |                                                                      |                                                                      |                                                                      |                                                                      |  |  |                                                                                          |                                                                                          |                                                                                          |                                                                                          |                                                                                          |                                                                                          |  |  | | | | | | |  |  |                                                                                   |                                                                                   |                                                                                   |                                                                                   |                                                                                   |                                                                                   |  |  | | | | | | |  |  | | | | | | |  |  |  |  |
| | | | | | |  |  | Короли Кастилии и Леона                                              | Короли Кастилии и Леона                                              | Короли Кастилии и Леона                                              | Короли Кастилии и Леона                                              | Короли Кастилии и Леона                                              | Короли Кастилии и Леона                                              |  |  |                                                                                          |                                                                                          |                                                                                          |                                                                                          |                                                                                          |                                                                                          |  |  | | | | | | |  |  | Короли Арагона и Сицилии                                                          | Короли Арагона и Сицилии                                                          | Короли Арагона и Сицилии                                                          | Короли Арагона и Сицилии                                                          | Короли Арагона и Сицилии                                                          | Короли Арагона и Сицилии                                                          |  |  | Короли Наварры | Короли Наварры | Короли Наварры | Короли Наварры | Короли Наварры | Короли Наварры |  |  | | | | | | |  |  |  |  |

Генеалогическое древо королей Кастилии, Арагона и Наварры в XV веке
Сразу же после рождения Хуаны Бельтранехи (1462—1530), первой и единственной дочери Энрике IV, она была объявлена наследницей престола, и ей был присвоен титул принцессы Астурийской. Одновременно с этим возник слух, что новорождённая на самом деле является дочерью всем известного любовника королевы Жуаны Португальской и фаворита короля — Бельтрана де ла Куэва, графа де Ледесма, в связи с чем Хуана получила своё прозвище, под которым вошла в историю. Тем не менее, кортесы объявили наследницей престола Хуану, а её права признали сводные брат и сестра Энрике IV — Изабелла и Альфонсо. С этим решением короля были согласны не все — некоторые магнаты считали верными слухи о незаконном происхождении Хуаны, другие желали устранения Бельтрана. Вскоре недовольство влиятельного архиепископа Толедского вызвал брак между Куэва и дочерью маркиза Сантилья́на, племянницей кардинала Мендоса.

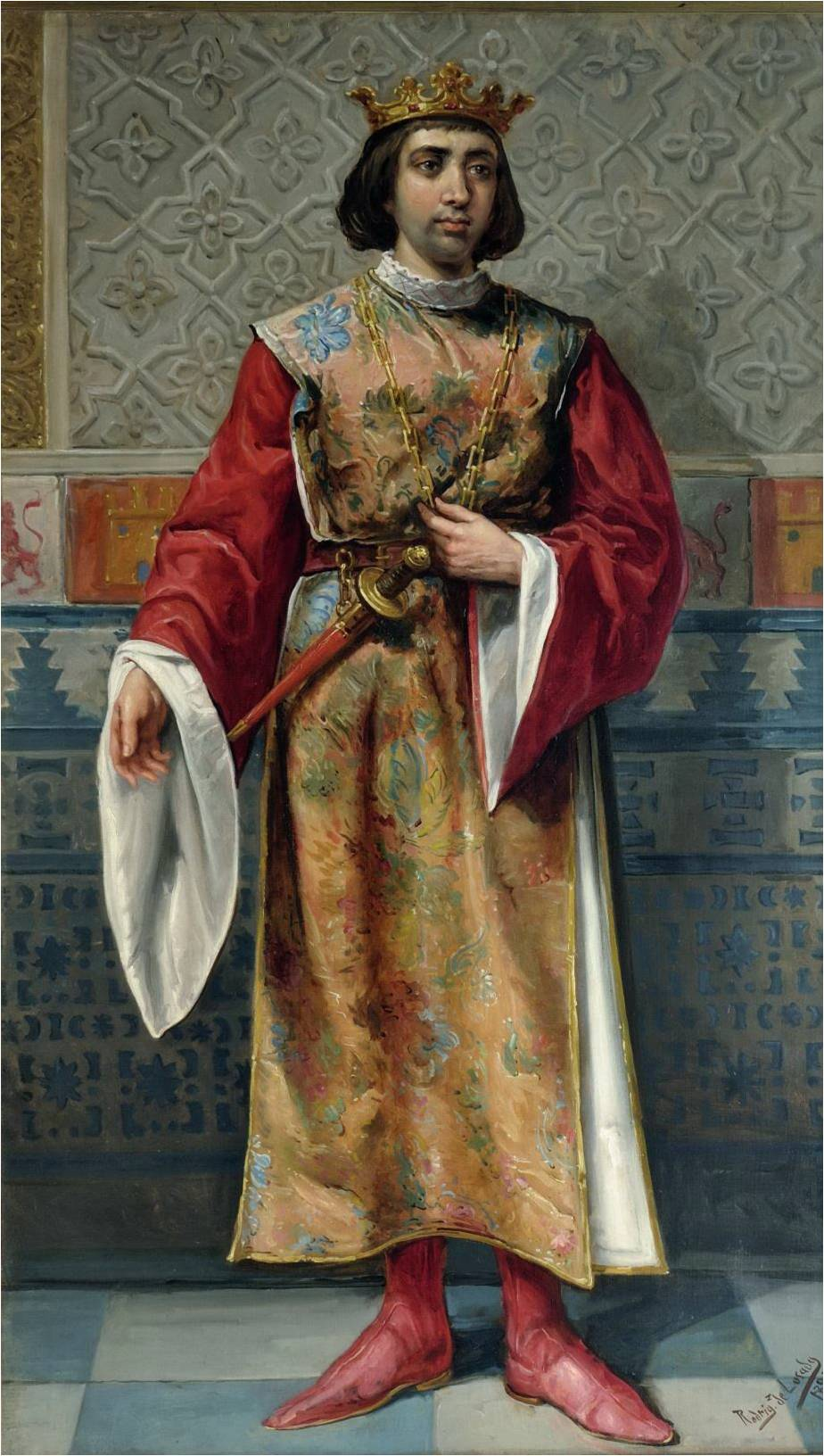
Король Энрике IV «Бессильный»

Оппозиция при дворе, вдохновляемая разочарованным неприсвоением ему звания магистра ордена Сантьяго Хуаном Пачеко, находящимся в связи с этим в конфликте с обладателем этого звания графом де Ледесма, добивалась признания наследником Альфонсо. Заговорщики строили планы арестовать короля и королеву, провозгласить королём юного принца и править от его имени. Под давлением знати король в 1464 году согласился передать магистерство ордена Сантьяго Альфонсу, который должен был при этом находиться под защитой маркиза Вильена. При этом инфант должен был обещать жениться на Бельтранехе, за что получал титул принца Астурийского и становился наследником престола. В следующем году в Авиле собрались заговорщики, которые объявили Альфонсо королём, а Энрике низложенным. Оскорбительные по отношению к королю действия, которыми сопровождалась церемония в Авиле, привели к тому, что на сторону короля стали многие города. Начавшиеся вслед за этим волнения закончились в июле 1468 года со внезапной, внушающей подозрения в отравлении смертью Альфонсо, поскольку Изабелла отказалась поддержать дело мятежников. Спустя два месяца был заключён договор у Быков Гисандо, регулирующий вопросы престолонаследия. Согласно ему, наследницей Энрике с титулом принцессы Астурийской объявлялась Изабелла в обмен на обязательство заключить свой брак только с согласия короля, который, однако, не мог заставить Изабеллу выйти замуж против её воли. Протесты королевы, требовавшей сохранения прав своей дочери, оказались не услышанными.

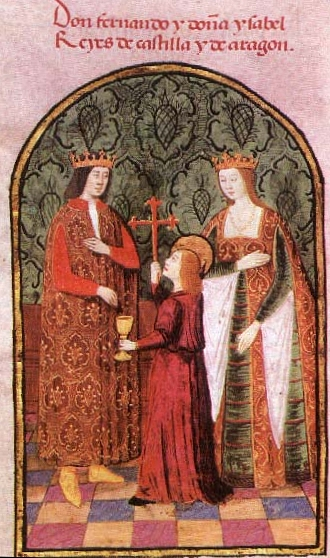
Католические короли

Со смертью Альфонсо роль Изабеллы в Кастилии, в которой не действовал, в отличие от Арагона, салический закон, существенно изменилась. Она унаследовала состояние брата и его права на кастильский трон. В 1469 году Изабелла находилась в Оканье, в ожидании согласия на её брак либо с герцогом Беррийским, братом короля Франции, либо с королём Португалии. Оба кандидата отвечали требованиям Энрике к потенциальному мужу Изабеллы, поскольку первый находился слишком далеко, а второй был слишком стар, чтобы можно было ожидать потомства от этого брака. В этих условиях Хуан Арагонский начал тайные переговоры о заключении брака Изабеллы со своим сыном Фернандо. Ему удалось привлечь на свою сторону архиепископа Толедского, адмирала Кастилии и некоторых других представителей знати, которые освободили инфанту и торжественно препроводили в Вальядолид. Одновременно с этим в город тайно прибыл Фернандо, и 19 октября 1469 года во дворце Виверо брак между наследниками Кастилии и Арагона был заключён.
Как только Энрике узнал об этих событиях, он решил передать право наследования своей дочери. Делегация его сестры и зятя, которая прибыла принести ему извинения и заверения в верности и объяснить этот вынужденный шаг, не получила ответа. Однако возможности у короля повлиять на ситуацию уже не было. Обильная раздача земель и титулов не успокаивала ситуацию в стране, бароны воевали между собой, игнорируя власть короля. Только 25 ноября 1470 года права Хуаны были подтверждены на церемонии в Вал де Лозоя. Тем не менее, у Изабеллы были влиятельные сторонники — папа Сикст IV, утвердивший её брак специальной буллой, и влиятельное семейство Мендоса. Поскольку Энрике не смог найти достойного мужа для своей дочери, в 1473 году он вступил в переговоры с Изабеллой, а в начале следующего года даже согласился встретиться с Фернандо. Однако этот слабый король не был в состоянии последовательно придерживаться одной политики, и к моменту его смерти его наследницей, согласно его воле, продолжала оставаться Хуана.
После смерти Энрике IV в 1474 году 12-летняя Хуана обосновалась в Торо, а 30 мая 1475 года был заключён её брак с 43-летним королём Афонсу V, кандидатура которого была предложена её сторонниками, главным из которых был второй маркиз Вильена. Изабелла, которая в момент смерти брата находилась в Сеговии, была торжественно провозглашена королевой 13 декабря 1474 года. Хуана в это время находилась в Мадриде под опекой маркиза Вильена.
Причины того, что сложившаяся ситуация привела к войне, довольно сложно определить. Анализируя их, испанский историк Л. Суарес Фернандес отмечает множество факторов — желание Изабеллы и Фердинанда, воспользовавшись широкой поддержкой со стороны большинства городов и знати, получить то, что полагалось им по праву, нерешительность сторонников Хуаны, склонность епископа Каррильо, принявшего на себя роль «делателя королей» подобно графу Уорику, устроить широкое восстание и рыцарские чувства, вызываемые представляющейся невинной жертвой Хуаной, что в XV веке вполне могло привести к значимым политическим последствиям.

### Международная обстановка

Кастилия и соседние государства в XV веке

В рассматриваемый период Франция и Арагон находились в состоянии затяжного конфликта за контроль над Серданьей и Руссильоном и, менее продолжительное время, за владения в Италии. В июне 1474 года французские войска вторглись в Руссильон, вынудив противника отступить. В связи с возможностью того, что наследник Арагона может стать королём Кастилии, король Франции Людовик XI в сентябре 1475 года объявил себя сторонником Хуаны. Одновременно с этим Франция вела войну с герцогством Бургундия, что теоретически могло бы привести герцога Карла Смелого в ряды союзников Изабеллы, однако этого не произошло.
Англия также в это время вела непродолжительную войну с Францией, и в июне 1475 года король Эдуард IV высадился в Кале. Однако 29 августа того же года конфликт удалось решить дипломатически. Эдуард, в обмен на крупные выплаты денег, согласился на девятилетнее перемирие и удалился на родину. Королевство Наварра было ослаблено гражданской войной между сторонниками Луиса де Бомона и аргамонтистами, что было отражением попыток Франции и Арагона установить контроль над этой страной. Наконец, Гранадский эмират остался нейтральным, несмотря на усилия Португалии, после того как эмир Али ибн Сад 17 ноября 1475 года подписал мирный договор с Фернандо и Изабеллой. По этому договору эмир также обещал оказать помощь против Хуаны в районе Кордовы.
Внутри Португалии не было единогласной поддержки интервенции. Против выступали влиятельные придворные Руй Гомес де Альваренга, архиепископ Лиссабона Хорхе да Коста и дом Браганса во главе с герцогом Фернанду II, которые предрекали катастрофу в результате вторжения. Принц Жуан, имевший значительное влияние на государственные дела и находившийся в конфликте с Браганса, поддержал отца против Изабеллы, наполовину португалки, внучки Альфонса I Браганса.

### Соперничество Кастилии и Португалии за Атлантику
В течение XV века торговцы, исследователи и рыбаки Португалии и Кастилии проникали всё дальше в глубь Атлантического океана. Основной целью обеих держав было установление контроля над Канарскими островами. Позднее большее значение приобрёл вопрос о контроле над торговлей с богатыми золотом и рабами Гвинеей и Элминой.
В первой половине столетия Кастилия смогла захватить несколько из Канарских островов (Лансароте, Фуэртевентура, Иерро и Гомера) — вначале в союзе с нормандскими рыцарями, затем с кастильскими дворянами. Португалия оспаривала главенство Кастилии на островах и успешно торговала в Гвинее. Начиная с 1452 года, Святой Престол, в лице папы Николая V и его преемника Калликста III, отказался от ранее занятой нейтральной позиции и выпустил ряд булл в пользу Португалии, что позволило последней установить торговый и религиозный контроль над Гвинеей «и далее». Относительно Канар Рим не принял решения. Король Португалии установил либеральную торговую политику, разрешив иностранцам торговать на контролируемом им африканском побережье в обмен на уплату налогов.
В августе 1475 года, после начала войны, Изабелла объявила эти части Африки по праву принадлежащими Кастилии и призвала торговцев своей страны плыть туда. Всё это привело к началу морской войны в Атлантике.

## Ход войны

### Начальный этап (март 1475 — январь 1476)

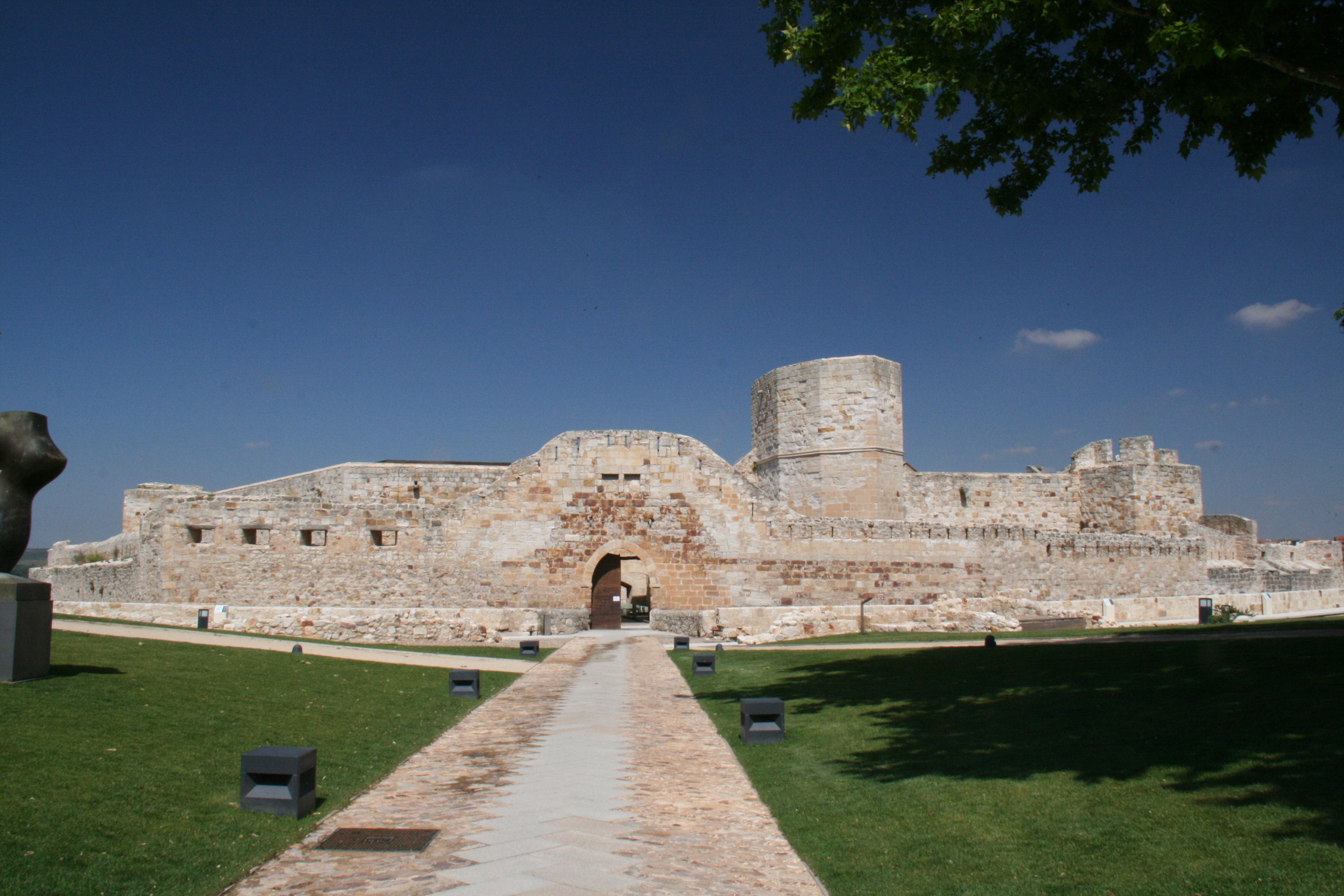
Замок Саморы

Активные действия начались в середине марта 1475 года, когда жители Алькараса восстали против маркиза Вильена, протестуя против утраты свободного статуса своего города. Обратившись к Фернандо, они получили обещание, что город будет находиться в прямом подчинении от короны. В то время как король направил к городу 300 копий во главе с епископом Авилы Альфонсо де Фонсека, а из Сьюдад-Реаля на помощь спешил Родриго Манрике де Лара, командир гарнизона Мартин де Гусман устроил в городе террор в ожидании подкреплений. Маркиз собрал в Андалусии с помощью друзей и родственников 2000 копий, однако в результате неумелых манёвров Фонсека вступил в город. Войско Вильены окружило Алькарас, даже не сделав попытки атаковать. 31 марта Фернандо и Изабелла назначили в город коррехидора, а Родриго Манрике попросил своего сына Педро Фахардо прислать отряд ордена Сантьяго. Столь показательная готовность новых монархов оказать помощь восставшим против своих находящихся в страхе сеньоров произвела большое впечатление. Окончательно город перешёл в руки католических королей 10 мая, когда сдался Мартин де Гусман.
10 мая 1475 года Афонсу V во главе португальской армии вступил на земли кастильской короны и двинулся к Пласенсии, где его ожидала Хуана. Не дожидаясь папского согласия на брак между дядей и племянницей, 25 мая Хуана и Афонсу обвенчались и провозгласили себя королями Кастилии. Из Пласенсии они направились к Аревало, имея конечной целью Бургос. Там Афонсу надеялся объединить свои силы с войсками Людовика XI. Пласенсия и Аревало контролировались семьёй Суньига, союзниками Хуаны, а Бургос принадлежал Педро Фернандесу де Веласко, стороннику противоположной фракции.
Фердинанд и Изабелла (в то время беременная), имевшие в своём распоряжении не более пятисот всадников, оказались не готовы к войне. Задержка Афонсу в Аревало дала им возможность осуществить необходимые приготовления. Изабелла активно принимала в них участие, часто диктуя распоряжения даже по ночам. Она лично посещала гарнизоны городов, требуя от них присяги на верность, совершая длительные утомительные путешествия верхом. К началу июля супруги собрали армию в 4000 тяжёлой кавалерии, 4000 лёгкой кавалерии и 30 000 пехоты, в основном состоявшей из плохо обученного ополчения, набранного на севере.
Афонсу, обнаружив, что сторонников в Кастилии у него меньше, чем он предполагал, изменил свои первоначальные планы и начал усиливать свой контроль над прилегающими к Португалии районами. Он был благожелательно встречен в Торо, несмотря на то, что гарнизон замка объявил себя лояльным Изабелле. В Саморе и в леонских деревнях по нижнему течению Дуэро также признали португальского короля. В Ла-Манче Родриго Тельес Хирон, поддержавший Хуану глава ордена Калатрава, захватил Сьюдад-Реаль. Родриго Манрике, казначей того же ордена и одновременно магистр ордена Сантьяго, отвоевал город для Изабеллы.
Принц Фердинанд собрал свои войска в Тордесильясе и 15 июля приказал выступать, намереваясь вступить в бой с противником. Четыре дня спустя они пришли в Торо, однако португальский король уклонился от боя. Фердинанд, не имея ресурсов для длительной осады, вернулся в Тордесильяс и распустил свою армию. После того, как замок Торо сдался Афонсу, тот вернулся в Аревало, где стал ожидать прибытия французской армии. Считая это событие решающим для дальнейшего хода событий, архиепископ толедский открыто перешёл на сторону Хуаны. Со своей стороны, в августе Изабелла собрала ассамблею в Медина-дель-Кампо, на которой обратилась к духовенству с просьбой отдать на три года принадлежащее церкви серебро на сумму 30 миллионов мараведи. Добившись этого, за остаток лета католические короли смогли повысить боеспособность своей армии.
Родриго Алонсо Пиментель, граф де Бенавенте — сторонник Изабеллы — с небольшими силами расположился в Бальтанасе, откуда следил за манёврами португальцев. 18 ноября 1475 года он был атакован, побеждён и заключён под стражу. Хотя эта победа открыла ему дорогу на Бургос, Афонсу предпочёл отступить в Самору. Отсутствие агрессивности с его стороны ослабило позиции Хуаны в Кастилии, где она стала терять сторонников. Силы сторонников Изабеллы захватили Трухильо и получили контроль над землями ордена Алькантара и значительной частью территории ордена Калатрава, а также маркизат Вильена. 4 декабря часть гарнизона Саморы восстала против Афонсу, которому пришлось бежать в Торо. Хотя португальский гарнизон продолжал удерживать замок, сам город на следующий день захватил Фердинанд. В январе 1476 года замок Бургоса сдался Изабелле.

### Январь — сентябрь 1476
В феврале 1476 года португальская армия, усиленная войсками, пришедшими с принцем Жуаном, сыном Афонсу V, покинула свою базу в Торо и окружила Фердинанда в Саморе. Осада оказалась для португальцев более тяжёлым испытанием, чем для кастильцев, и 1 марта Афонсу принял решение вернуться в Торо. Фердинанд начал преследование врага, и в 5 километрах от города произошёл бой. После трёх часов битвы, прерванной начавшимся дождём и наступлением темноты, португальский король отступил к Кастронуньо, в то время как его сын организованно отступил к городу вместе с захваченными пленными. По мнению Дж. Б. Бьюри, исход этого сражения не был определён. Обе стороны утверждали, что именно они одержали победу. Тем не менее, с политической точки зрения португальцы, основные силы которых покинули Кастилию, проиграли, и у Хуаны не осталось военных сил в Кастилии.
Одновременно с этими событиями Изабелла и Фердинанд решали другую важную задачу — разрушение португальской монополии на торговлю с богатым гвинейским побережьем Африки. Получаемые оттуда золото и рабы являлись существенным источником дохода, позволяющим финансировать войну. С начала конфликта португальские корабли патрулировали андалузское побережье, перехватывая кастильские рыболовецкие и торговые суда. Ответным шагом кастильцев стала посылка четырёх галер под командованием Альваро де ла Нава, который смог не только остановить португальские набеги, но и разграбить расположенный на берегу реки Гвадиана португальский город Алкотин. Официальный историк Изабеллы Альфонсо Фернандес де Паленсия сообщает также о том, как экспедиция в составе двух каравелл, отправившихся из Палос-де-ла-Фронтера, захватила и продала в рабство 120 африканцев, а затем, несмотря на протесты вождей, ещё 140. В мае 1476 года Изабелла приказала отпустить «короля Гвинеи» и его свиту, однако приказ был выполнен лишь частично, и из рабства был освобождён один только «король».
В том же году португальский флот из двадцати кораблей под командованием Фернана Гомиша отправился к Гвинее с целью восстановить утраченный над нею контроль. Для противодействия ему короли Кастилии послали флот под командованием Карлоса де Валера. Из-за противодействия маркиза Кадисского, герцога Медина-Сидония и семьи Суньига подготовка кастильского флота была затруднена. Когда, наконец, кастильцы собрали флот, португальский флот был уже вне досягаемости, поэтому было решено отправиться в сторону островов Кабо-Верде. В результате острова были разграблены, а управлявший ими от имени Афонсу V Антонио де Ноли захвачен в плен.
Альянс Людовика XI с Афонсу был заключён 23 сентября 1475 года. Между мартом и июнем французские войска под командованием Алена д’Альбре неоднократно пытались перейти границу у Фуэнтеррабиа, но безуспешно. В августе Фердинанд вступил в переговоры со сторонами гражданской войны в Наварре, в результате которых он смог получить контроль над Вианой и Пуэнте-ла-Рейна, а также право держать гарнизон из 150 человек в Памплоне. В результате Кастилия обезопасила себя с этой стороны, и, несмотря на просьбы Афонсу V, Людовик XI предпочёл сосредоточиться на борьбе с Карлом Смелым. Тем не менее, Людовик послал на помощь своему португальскому союзнику 11 кораблей под командованием Гийома Куллона. 7 августа 1476 года его флот, усиленный двумя португальскими галерами с солдатами, вступил в бой с пятью вооружёнными торговыми судами. В результате применения зажигательных снарядов потери франко-португальской эскадры составили, по сообщению Паленсии, 2500 человек.

### Сентябрь 1476 — январь 1479

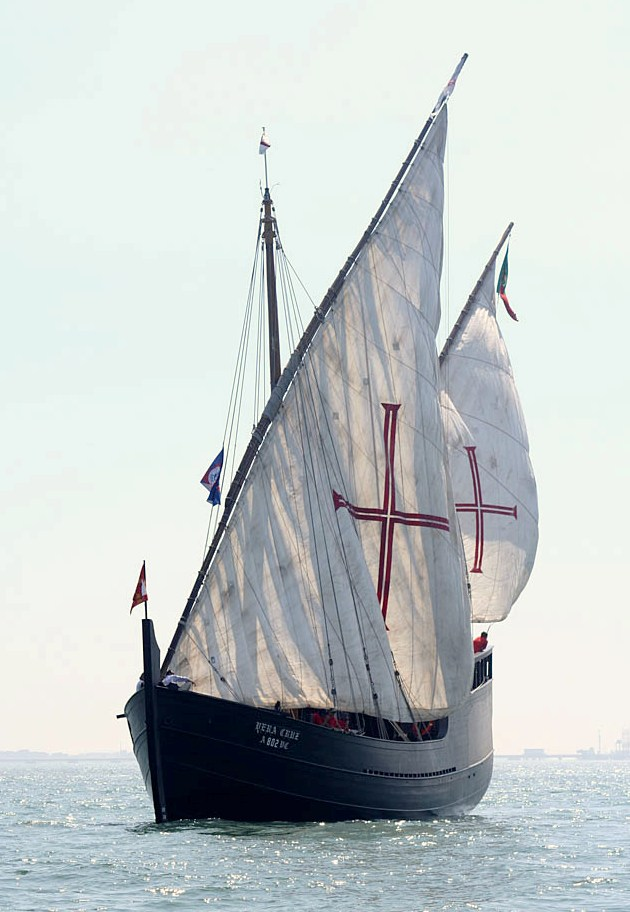
Современная реконструкция португальской каравеллы

После стратегической победы при Торо, нейтрализации угрозы со стороны Франции и перемирия с Афонсу V шансы Изабеллы и Фердинанда укрепиться на кастильском престоле возросли. Поддерживавшие Хуану аристократы были вынуждены считаться с этими обстоятельствами и спешили выразить свою лояльность. В результате война свелась к стычкам вдоль португальской границы и морской войне за контроль над торговлей в Атлантике.
В 1476 году сторону Изабеллы приняли Хуан Тельес Хирон и его брат Родриго, Луис де Портокарреро и, в сентябре, маркиз Вильена.
В ноябре 1476 года была взята крепость Торо. В течение последующих месяцев был восстановлен контроль над всеми приграничными городами и провинцией Эстремадура. В июле 1477 года Изабелла прибыла в Севилью, крупнейший город Кастилии, с целью укрепления своей власти в Андалусии. Этот город, являвшийся местом конфликта влиятельных маркиза Кадисского и герцога Медина-Сидония, в результате искусных переговоров был возвращён под контроль кастильской короны. Одним из непримиримых противников католических королей оставался Фернан Ариас де Сааведра. Удерживаемая им крепость Утрера была взята штурмом в марте 1478 года; побеждённые были подвергнуты жестоким репрессиям. После того, как 30 июня 1478 года в Севилье родился сын монархов Кастилии, династические позиции последних ещё более укрепились.
В октябре 1477 года Афонсу вернулся в Португалию, где его сын Жуан возвратил ему временно принятый титул короля. В начале следующего года Жуан, ещё в 1474 году назначенный своим отцом ответственным за португальскую колониальную экспансию, получил информацию о том, что две кастильские морские экспедиции флота вышли из порта Санлукар-де-Баррамеда. Одна из них в составе 35 судов направилась к Канарским островам с целью завоевания острова Гран-Канария, эти планы были нарушены своевременным появлением португальского флота Жуана. Вторая экспедиция отправилась к Элмине, где за несколько месяцев собрала значительное количество золота. Весной или летом 1478 туда прибыл португальский флот и нанёс поражение кастильцам. По свидетельству Эрмано дель Пульгара, захваченного золота хватило Афонсу для возобновления сухопутной войны. В конце того же года, ещё до того, как весть о поражении в Эльмине достигла Европы, Людовик XI и католические короли заключили мирный договор в Гвадалупе, по которому французский король признавал Фердинанда и Изабеллу королями Кастилии, а те соглашались разорвать союз с Бургундией и урегулировать спор о Руссильоне дипломатическим путём.

### Финальный этап (январь — сентябрь 1479)
В конце 1478 года сторонники Хуаны подняли мятежи в Эстремадуре, Ла-Манче и Галисии. Португалия, усилившаяся после гвинейской победы при поддержке своих союзников, снова вторглась в Кастилию. В феврале 1479 года португальская армия под командованием Гарсии де Менезеса, епископа Эворы, вторглась в Эстремадуру. Его задачей было занять и укрепить крепости Мериду и Медельин, контролируемые сторонницей Афонсу V графиней Медельинской. Армия включала, согласно сообщению Паленсии, 1000 португальских рыцарей, пехоту, а также 180 рыцарей ордена Сантьяго во главе с казначеем ордена Альфонсо де Монроем. 24 февраля недалеко от Ла-Альбуэра произошло их столкновение с кастильской армией в составе 500 рыцарей ордена Сантьяго и 400 рыцарей Эрмандады, возглавляемой магистром ордена Сантьяго. В последовавшей тяжёлой битве, несмотря на то, что кастильская пехота не устояла под натиском кавалерии противника, вмешательство магистра Сантьяго спасло ситуацию и привело к победе войск Изабеллы и Фердинанда. Сторонники Хуаны скрылись в Мериде, откуда двинулись к Медельину, а затем захватили этот город. Их противники осадили обе указанные крепости.
В это время в Кастилию прибыл нунций Якобо Рондон де Сезенья с посланием папы Сикста IV, в котором тот аннулировал выданное им ранее разрешение на брак Афонсу и Хуаны, что окончательно подорвало претензии претендентов. Также в феврале 1479 года короли Кастилии попробовали собрать новый флот для экспедиции в Элмину, однако не смогли подготовить необходимое количество кораблей.
В апреле 1479 года король Фердинанд прибыл в Алькантару для участия в переговорах, организованных Беатрисой, маркизой де Вила-Реал. Длившиеся 50 дней переговоры оказались безрезультатными, и конфликт продолжался. Обе стороны пытались добиться превосходства, которое бы им помогло в дальнейших переговорах. В то время как кастильцы нанесли поражение армии архиепископа Толедского, португальские гарнизоны в Эстремадуре успешно выдерживали осаду.
Мирные переговоры возобновились летом, завершившись подписанием мирного договора.

## Мирный договор
Договор, завершивший эту войну, был заключён в португальском городе Алкасоваш 4 сентября 1479 года. Соглашение было ратифицировано португальским королём 8 сентября того же года, а кастильскими королями в Толедо 6 марта следующего. По этой причине договор так же известен как Договор Алкасоваш-Толедо. Фактически было заключено два договора, один из которых, договор исп. las Terçarias de Moura, урегулировал матримониальные отношения между двумя державами, а другой включал в себя положения договора Медина-дель-Кампо 1431 года и устанавливал разделение сфер влияния Испании и Португалии в Атлантике.
По династическому договору Хуана Бельтранеха отказывалась от претензий на Кастилию и получала возможность выбора — либо выйти замуж за принца Хуана Астурийского, либо уйти в монастырь; Хуана предпочла монастырь. Принцесса Изабелла Астурийская вышла замуж за Афонсу, сына принца Жуана, и её родители выплатили значительное приданое в качестве компенсации военных затрат Португалии. Всем участникам конфликта объявлялась амнистия.
Согласно договору о разделе территорий, за Португалией оставались Азорские острова, Мадейра и острова Зелёного мыса и другие территории, которые будут открыты в направлении Гвинеи, кроме Канарских островов, оставшихся за Кастилией. В 1481 году этот договор был подтверждён буллой Aeterni regis папы Сикста IV, в результате чего Португалия получила возможность продолжить колонизацию западного побережья Африки.

## Комментарии
1. ↑  Этот вооружённый конфликт известен также как Гражданская война в Кастилии (исп. Guerra Civil Castellana), некоторые кастильские источники и авторы называют этот конфликт Португальская война (англ. Guerra de Portugal) или Война на Пиренейском полуострове (исп. Guerra Peninsular).
2. ↑  Отца своей первой жены.
3. ↑  Титул был присвоен по случаю крещения Хуаны[6].
4. ↑  Вопрос об временной или постоянной импотенции, гомосексуальности или бисексуальности Энрике обсуждался историками несколько столетий, однако убедительных доказательств какой-либо из теорий даже после эксгумации тела монарха в 1949 году в настоящее время нет[7].
5. ↑  В это время орден Сантьяго являлся крупнейшим землевладельцем после короны[9].